# Ecnomus triangularis
Ecnomus triangularis är en nattsländeart som beskrevs av Sun in Yang, Sun och Wang 1997. Ecnomus triangularis ingår i släktet Ecnomus och familjen trattnattsländor. Inga underarter finns listade i Catalogue of Life.